# Antonina Lébedeva
Antonina «Tonia» Vasilevna Lébedeva (en ruso: Антонина Васильевна Лебедева; 29 de marzo de 1916 – 17 de julio de 1943) fue una piloto de caza soviética que combatió en la Segunda Guerra Mundial, inicialmente con el 586.º Regimiento de Aviación de Cazas, pero luego fue transferida al 434.º Regimiento de Aviación de Cazas, junto con las pilotos Klavdia Blinova, Olga Shájova y varios otros miembros de la unidad en septiembre de 1942. Murió en combate aéreo en 1943. Fue una de las pocas mujeres piloto de combate que consiguió una victoria aérea, ya que derribó un Bf 109 en 1943 antes de morir en acción durante la Batalla de Kursk.

## Biografía

### Infancia y juventud
Antonina Lébedeva nació el 29 de marzo de 1916, en el pueblo de Bakunino situado en el distrito administrativo (raión) de Kuvshinovsky en la gobernación de Tver (Imperio ruso). Conocida cariñosamente como Tonia, su familia se mudó más tarde a Moscú y, después de terminar la escuela, se convirtió en estudiante de biología en la Universidad Estatal de Moscú. Lebedeva era miembro del club de vuelo Dzerzhinsky en Moscú de la asociación paramilitar OSOAVIAJIM (Unión de Sociedades de Asistencia para la Defensa, la Aviación y la Construcción Química de la URSS), y se abrió camino hasta convertirse en instructora.

### Segunda Guerra Mundial
En octubre de 1941, poco después de la invasión alemana de la Unión Soviética, Lébedeva se ofreció como voluntaria para el servicio de vuelo de primera línea y fue aceptada en el 122.º Grupo de Aviación, una unidad especial formada íntegramente por mujeres, al mando de Marina Raskova. Comenzó a entrenar en la Escuela de Aviación Militar de Engels, allí fue asignada al 586.º Regimiento de Aviación de Cazas, unidad donde solo eran aceptadas las mejores y más competitivas candidatas.
El 7 de marzo de 1942, Raskova anunció al regimiento que habían sido destinadas a la defensa aérea de Moscú. El regimiento, sin embargo, no abandonó Engels hasta el 9 de abril de 1942, aunque en su camino a Moscú tuvieron que hacer escala en el aeródromo de Razbóishchina, para sustituir los esquíes del tren de aterrizaje. Debido a la imposibilidad de hallar nuevas ruedas se vieron atrapadas en el campo de aviación cuyas instalaciones dejaban mucho que desear. La pista de aterrizaje era «un lago de aceite y combustible en cuya orilla se oxidaban vehículos abandonados. Había mierda por todas partes, y del techo del comedor caía directamente sobre los platos toda clase de sustancias inefables».
Después de varias semanas de inactividad en tan deprimente lugar, las integrantes del regimiento recibieron por fin la orden de ponerse en marcha, aunque en este caso su destino no sería Moscú sino Sarátov, a pesar de que la ciudad contaba con importante instalaciones militares e industriales lo cierto es que se encontraba lejos del frente y hasta entonces no había sufrido ningún bombardero por parte de la aviación alemana. Partieron hacia su nuevo destino el 14 de mayo. Allí permanecieron estacionadas en el aeropuerto de Anísovka, durante este periodo surgió una gran antipatía hacia la comandante del regimiento Tamara Kazárinova, de ella se quejaban, principalmente, que no se ponía a los mandos de su avión y que las trataba con gran severidad. Muchas consideraron que su forzosa inactividad se debía a su comandante que consideraba que todavía «no estaban listas».

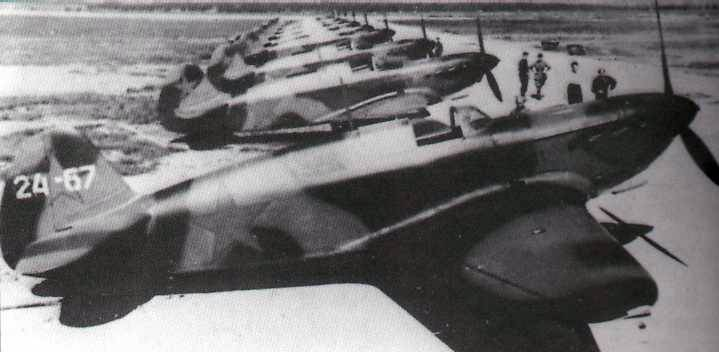
Cazas Yakovlev Yak-1 similares a los que utilizó Lébedeva durante la batalla de Stalingrado

A principios de septiembre de 1942, el 8.º Ejército Aéreo, que combatía en la batalla de Stalingrado, solo tenía, en condiciones de combate algo más de 97 aparatos, muchos de los cuales eran modelos I-15 o I-16 ya obsoletos, razón por la cual su comandante, el teniente general Timofei Jriukin, solicitó que se le asignaran todos los aviones Yakovlev Yak-1 que hubiera disponibles en ese momento. Es por eso, que el 1.er Escuadrón del 586.º Regimiento de Aviación de Cazas, que tenía ocho nuevos cazas Jak-1, fuera transferido al Frente de Stalingrado. Sus nuevas órdenes establecían que debían combatir a los aviones de reconocimiento enemigos. Sin embargo, muchas pilotos consideraban que había sido su comandante Kazárinova, la que había solicitado el traslado al general Alexander Osipenko, para deshacerse de algunas de las pilotos más críticas con ella.
El escuadrón, formada por ocho pilotos y sus correspondientes dotaciones de tierra (armeras y mecánicas), fue divididó en dos escuadrillas y enviadas a distintos regimientos en Stalingrado, así una escuadrilla, al mando de Klavdia Necháieva e integrada por Klavdia Blinova, Antonina Lébedeva y Olga Shájova, fue asignada al 434.º Regimiento, mientras que la segunda escuadrilla, al mando de Raisa Beliáieva y formada por María Kuznetsova, Yekaterina Budánova y Lidia Litviak, fue enviada al 437.º Regimiento de Aviación de Cazas. De estas ocho aviadoras, cinco morirían en combate y una sería capturada por los alemanes. El 10 de septiembre, finalmente las aviadoras abandonaron la base aérea en Sarátov y se dirigieron a Stalingrado.
Desde el 10 de septiembre de 1942, participó en la Batalla de Stalingrado defendiendo los cielos sobre Stalingrado hasta el 3 de octubre de 1942, cuando fue transferida para participar en la Batalla de Velikie-Luki. En diciembre de 1942, Lebedeva y su compañera de ala fueron derribadas poco después de haber abatido un avión alemán, aunque que sobrevivió y rápidamente volvió a luchar.
El 10 de enero de 1943, Lébedeva participó en un combate aéreo en el que se enfrentó sola a dos cazas alemanes, destruyendo un Bf 109, pero su avión sufrió graves daños en el proceso y se vio obligada a realizar un aterrizaje de emergencia mientras estaba bajo fuego enemigo, aterrizando fuera del aeropuerto sobre el fuselaje de su avión. El 22 de febrero de 1943, Lebedeva recibió la Medalla al Valor por su valentía en combate, cuando recibió la medalla ya había realizado cerca de 1500 horas de vuelo, había participado en tres batallas aéreas y realizado 12 incursiones. A principios de mayo de 1943, fue ascendida al rango de teniente, y el 9 de mayo fue nuevamente transferida esta vez al 65.º Regimiento de Aviación de Cazas de la Guardia para luchar en el Frente de Briansk. El 12 de julio, Lebedeva fue enviada a luchar en la Batalla de Kursk como parte de una ofensiva soviética.

### Muerte
Tonia Lébedeva realizó su última misión de combate el 17 de julio de 1943, formaba parte de un grupo de nueve cazas soviéticos, incluidos el comandante del regimiento Prokófiev y el navegante jefe del regimiento Plionkin. Su misión consistía en proporcionar apoyo aéreo a las tropas soviéticas que operaban en la región de Prosetovo, Gnezdílovo y Známenskoie, al suroeste de Bóljov. De los nueve pilotos que tomaron parte en esta misión solo regresaron a su base dos. De la escuadrilla de Lébedeva no regresó ninguno. Ella y el piloto Gavril Guskov volaban en cabeza de la formación apoyados por otros dos pilotos que hacían de aviones de flanco. Cuando se aproximaron a Oriol, en las inmediaciones de Vétobo, fueron atacados por un nutrido grupo de aviones alemanes (algunas fuentes hablan de treinta). Lébedeva y sus camaradas fueron abrumados rápidamente y derribados, inicialmente fueron dados por desaparecidos en combate. Sin embargo, durante mucho tiempo se pensó que Antonina Lébedeva había sido capturada por los alemanes. Tras la liberación de Oriol se dijo que había sido vista herida en el hospital de la ciudad y que cuando los alemanes evacuaron la ciudad se la habían llevado con ellos. Esta fue la versión que el ayudante del regimiento les comunicó a sus familiares en una carta. Sus parientes pasaron años esperando su regreso y buscándola incansablemente. Su padre, Vasili Lébedev, murió poco antes de que, finalmente, se descubrieran sus restos, sin saber qué había pasado con su hija.
En 1982, un grupo de escolares de Oriol estaba investigando informes sobre el lugar de un accidente en el pueblo de Bétovo en el distrito de Bolhovsky (óblast de Oriol), cuando descubrieron los restos de un piloto, junto con un paracaídas, una pistola, un cuchillo y diversa documentación. Si bien inicialmente se pensó que la aeronave en cuestión pertenecía al Escuadrón de Caza Normandie-Niemen (una unidad francesa que prestaba servicios en el Frente Oriental), puesto que entre el 16 y el 17 de julio habían caído en combate tres aviadores del regimiento francés, se demostró que los artículos del piloto recuperados pertenecían a Lébedeva, dichos artículos incluían su diario de a bordo y su tarjeta médica, en ambos aún se podía leer el nombre de Antonina. También se recuperó un cuaderno de notas y una ametralladora aún en buen estado de conservación. Posteriormente, se confirmó que el número de serie de la ametralladora pertenecía al avión de Lébedeva en el momento de su desaparición. El excomandante del 1.er Cuerpo Aéreo de Combate de la Guardia, el teniente general Yevgeni Beletsky, asistió al funeral de Lébedeva y trajo consigo confirmación de fuentes de archivo de que fue allí donde tuvo lugar la última salida de combate de Lébedeva.
Su tumba se encuentra ahora en el antiguo sovjós (granja estatal) de Vyazovsky en el distrito de Bolhovsky, donde se instaló un pequeño obelisco conmemorativo como lápida realizado con el respaldo del asiento de la piloto.

## Condecoraciones
- Medalla al Valor (22 de febrero de 1943).[15]